# Francisco Martínez Montiño

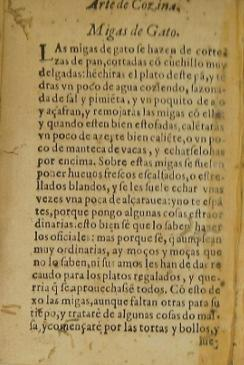
A arte de cozinar, obra de Francisco Martínez Montiño.

Francisco Martínez Motiño, també transcrit com Montiño, va ser un cuiner i escriptor espanyol de el Segle d'Or. Segons Nicolás Antonio, va ser cap de les cuines de Felip II, i va mantenir el càrrec fins al regnat de Felip IV, presentant encara en 1620 un memorial davant el rei en el qual assenyalava que portava servint a la Casa Reial 34 anys, tot i que de la seva biografia es coneixen pocs detalls. Va ser autor d'Arte de cocina, pastelería, bizcochería y conservería, (Madrid: Luis Sánchez, 1611), que és un dels compendis més notables sobre gastronomia escrits en llengua espanyola, havent estat reimprès diverses vegades en els segles XVII i XVIII.
Es recullen unes cinc-centes receptes, i informació sobre preparació de banquets, conserves i dolços, menjar per a malalts, maneres de cocció, usos higiènics a la cuina, etcètera. Forma part del Catàleg d'Autoritats de la Reial Acadèmia Española. El 1857, l'escriptor Manuel Fernández i González va prendre el personatge històric de Martínez Motiño com a protagonista de la seva novel·la històrica El Cuiner de La seva Majestat: memòries de el temps de Felipe III.

## Edicions
- Martínez Montiño, Francisco, Arte de cocina, pastelería, bizcochería y conservería, Valencia: Librerías París Valencia, 1997. 486 pàgs. Edició facsímil de la de Barcelona, María Ángela Martí viuda, 1763. ISBN 84-89725-47-0.
- Martínez Montiño, Francisco, Arte de cocina, pastelería, bizcochería y conservería, Sevilla: Extramuros, 2009. 494 pàgs. Edició facsímil de la de Madrid, Pantaleón Aznar, 1778. ISBN 978-84-9862-339-0.
- Martínez Montiño, Francisco, Arte de cocina, pastelería, bizcochería y conservería, Valladolid: Maxtor, 2006. XII+510+16 pàgs. Edició facsímil de la de Barcelona, María Ángela Martí viuda, 1763. ISBN 84-9761-300-7.